# Gauliga Mittelrhein 1938/39
De Gauliga Mittelrhein 1938/39 was het zesde voetbalkampioenschap van de Gauliga Mittelrhein. SpVgg Sülz 07 werd kampioen en plaatste zich voor de eindronde om de Duitse landstitel, waar de club in de groepsfase uitgeschakeld werd. Sülz eindigde in de competitie gedeeldeerste met nieuwkomer Troisdorf, maar mocht naar de finale vanwege een beter doelsaldo.

## Eindstand
| Plaats | Club                 | Wed. | W | G | V  | Saldo | Ptn.  |
| ------ | -------------------- | ---- | - | - | -- | ----- | ----- |
| 1.     | SpVgg Sülz 07        | 18   | 7 | 8 | 3  | 32:18 | 22:14 |
| 2.     | SSV Troisdorf 05     | 18   | 9 | 4 | 5  | 51:49 | 22:14 |
| 3.     | TuRa Bonn            | 18   | 8 | 5 | 5  | 30:37 | 21:15 |
| 4.     | SV Rhenania Würselen | 18   | 7 | 6 | 5  | 36:33 | 20:16 |
| 5.     | VfR 1904 Köln        | 18   | 7 | 6 | 5  | 32:31 | 20:16 |
| 6.     | VfL Köln 1899        | 18   | 6 | 7 | 5  | 38:28 | 19:17 |
| 7.     | Mülheimer SV 06      | 18   | 7 | 3 | 8  | 32:34 | 17:19 |
| 8.     | SV 06 Beuel (K)      | 18   | 7 | 3 | 8  | 27:35 | 17:19 |
| 9.     | TuS Neuendorf        | 18   | 4 | 5 | 9  | 38:34 | 13:23 |
| 10.    | TSV Alemannia Aachen | 18   | 1 | 7 | 10 | 23:40 | 9:27  |

|  | Kampioen, geplaatst voor nationale eindronde |